# 吉巴河
13°36′18″N 38°38′06″E / 13.605°N 38.635°E

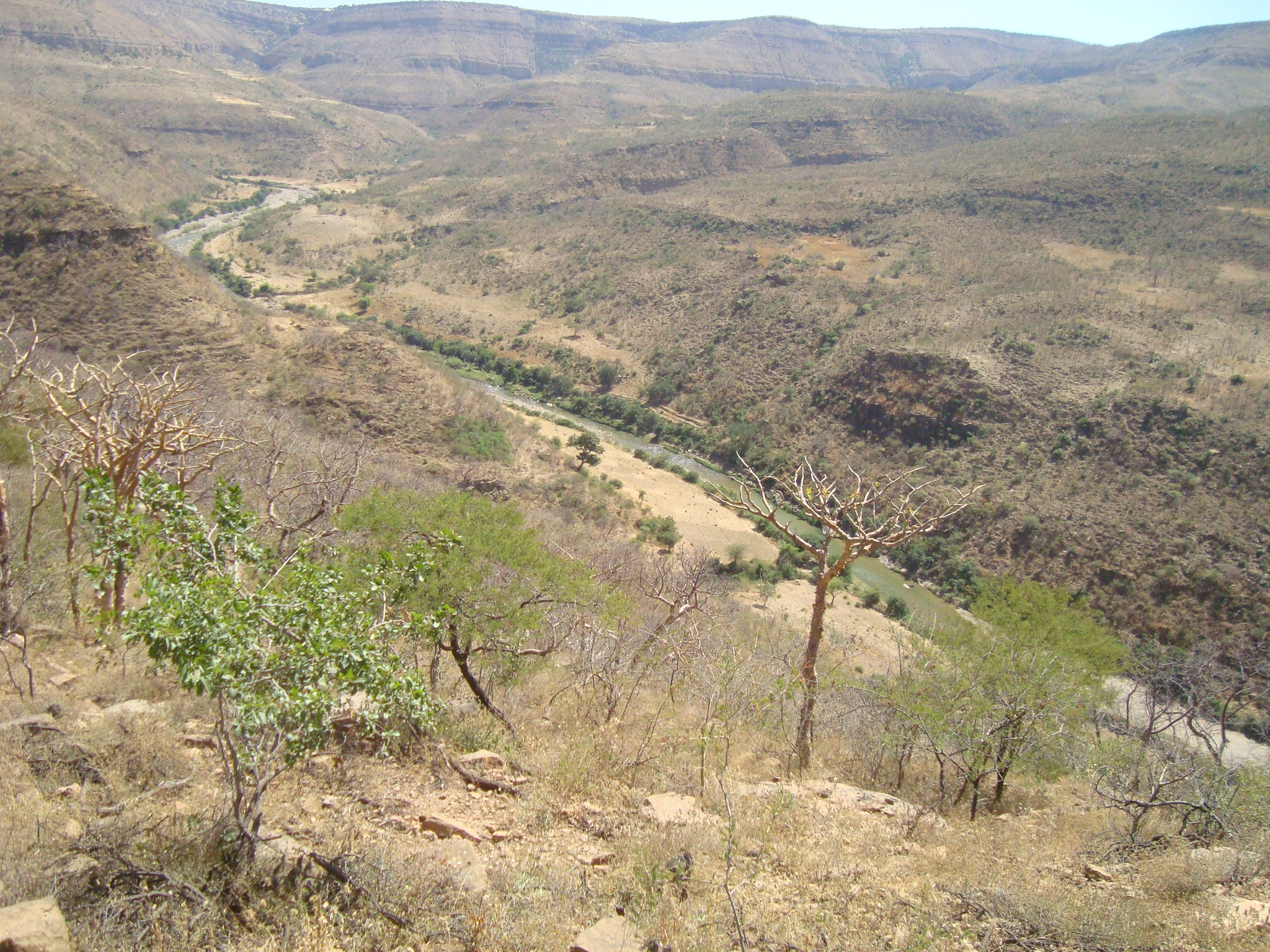

吉巴河（Giba）是埃塞俄比亞的河流，位於該國北部，處於提格雷州，該河流屬於特克澤河的一部分，河道全長121公里，流域面積5,200平方公里。